# Manuel Pestana Filho
Manuel Pestana Filho, właśc. Manoel Pestana Filho (ur. 27 kwietnia 1928 w Santos, zm. 8 stycznia 2011 tamże) – brazylijski biskup rzymskokatolicki, ordynariusz diecezji Anápolis w latach 1979–2004.

## Biografia

### Edukacja i formacja kapłańska
Manuel Pestana Filho urodził się w Santos w stanie São Paulo 27 kwietnia 1928 roku. Edukację kościelną rozpoczął od studiów filozoficznych w Seminário Central do Ipiranga w São Paulo w latach 1946–1948. W 1949 roku wyjechał do Rzymu, gdzie kontynuował studia teologiczne na Papieskim Uniwersytecie Gregoriańskim. Ukończył je w 1953 roku, uzyskując stopień licencjata. Święcenia kapłańskie przyjął w Rzymie 5 października 1952 roku. W 1972 roku, pogłębił swoją wiedzę, specjalizując się w studiach nad problemami społecznymi i  wyzwaniami kulturowymi swojego kraju na Federalnym Uniwersytecie Rio de Janeiro.

### Działalność przed nominacją biskupią
Po powrocie do Brazylii, od 1953 do 1959, pełnił funkcję wikariusza w parafii São Vicente Mártir w Santos. Od 1955 do 1971 był profesorem w Szkole Filozofii, Nauk i Literatury w Santos, a od 1960 do 1971 pełnił funkcję dyrektora tej instytucji. Był także asystentem w organizacjach młodzieżowych, takich jak JEC (Juventude Estudante Católica) i JUC (Juventude Universitária Católica), oraz prowadził kursy religijne (Cursilhos) i inne formy duszpasterstwa w Santos. W 1972 przeniósł się do Petrópolisu w stanie Rio de Janeiro, gdzie kontynuował pracę akademicką i duszpasterską. Angażował się w działania antykomunistyczne, otrzymał odznaczenie Medal Rozjemcy w 1972 roku. Od 1972 do 1978 był profesorem, a od 1974 do 1978 dyrektorem CECA (Centrum Edukacji Katolickiej i Apostolskiej) w Katolickim Uniwersytecie Petrópolisu. Ponadto, od 1974 do 1978, wykładał filozofię w klasztorze São Bento w Rio de Janeiro, a także był zaangażowany w duszpasterstwo akademickie i różne kursy religijne w regionie.

### Kariera biskupia
W 1978 roku papież Jan Paweł II mianował Manuela Pestana Filho biskupem diecezji Anápolis w stanie Goiás. Konsekracja biskupia odbyła się 18 lutego 1979 roku w Santos (główny konsekrator abp Carmine Rocco, współkonsekratorzy biskupi David Picão i Manuel Cintra), a oficjalne objęcie diecezji miało miejsce 11 marca 1979 roku. Słowa zwołania biskupiego: „In Te Projectus” (dosł. Oddany Tobie). W 1980 roku bp Filho opublikował książkę Igreja Doméstica. Pełnił swoją posługę przez 25 lat, do 2004 roku, kiedy to przeszedł na emeryturę, wcześniej pełniąc funkcję administratora apostolskiego od 9 czerwca 2004.
Biskup Manuel Pestana Filho zmarł w Santos 8 stycznia 2011 roku.